# Součin rozpustnosti
Součin rozpustnosti (produkt rozpustnosti) je konstanta daná pro každou látku za standardních podmínek, která určuje, kolik látky se v daném rozpouštědle rozpustí. Používá se převážně pro málo rozpustné až téměř nerozpustné látky. Lze jej odvodit z rovnovážné konstanty rozpouštění.

## Definice

### Rozpouštění s disociací
Mějme obecnou reakci rozpouštění sloučeniny ArBs:
{\displaystyle \mathrm {A_{r}B_{s}} \rightarrow \mathrm {rA+sB} }
kde A je kation, B je anion; r,s jsou příslušné stechiometrické koeficienty.
Potom je rovnovážná konstanta této reakce definována takto:
{\displaystyle K={\frac {a_{A}^{r}\cdot a_{B}^{s}}{a_{A_{r}B_{s}}}}}
Předpokládáme-li, že aktivita tuhé fáze je rovna jedné, lze výraz nahoře zjednodušit na tvar známý jako součin rozpustnosti
{\displaystyle K_{s}=a_{A}^{r}\cdot a_{B}^{s}}
Pro nízké koncentrace A a B (pro málo rozpustné látky) lze aktivity ztotožnit s rovnovážnými koncentracemi:
{\displaystyle K_{s}=[A]^{r}\cdot [B]^{s}}

### Rozpouštění bez disociace
Například sacharóza se rozpouští, aniž by se disociovala. Tuto rovnováhu lze zapsat následující rovnicí:
{\displaystyle \mathrm {C_{12}H_{22}O_{11}(s)\leftrightharpoons C_{12}H_{22}O_{11}(aq)} }
Potom je rovnovážná konstanta této reakce definována takto:
{\displaystyle K={\frac {\left\{\mathrm {{C}_{12}{H}_{22}{O}_{11}(aq)} \right\}}{\left\{\mathrm {{C}_{12}{H}_{22}{O}_{11}(s)} \right\}}}}
Předpokládáme-li, že aktivita tuhé fáze je rovna jedné, lze výraz nahoře zjednodušit na tvar známý jako součin rozpustnosti
{\displaystyle K_{\mathrm {s} }=\left\{\mathrm {{C}_{12}{H}_{22}{O}_{11}(aq)} \right\}}
Pro nízké koncentrace (pro málo rozpustné látky) lze aktivity ztotožnit s rovnovážnými koncentracemi:
{\displaystyle K_{\mathrm {s} }=\left[\mathrm {{C}_{12}{H}_{22}{O}_{11}(aq)} \right]}

## Použití
Součin rozpustnosti nám napovídá hodně o tom, jak moc je látka ve vodném prostředí rozpustná. Ostatně z něj lze rozpustnost dané látky vypočítat. Obecná rozpouštěcí rovnice vypadá takto:
{\displaystyle \mathrm {X_{x}Y_{y}} \rightarrow \mathrm {xX^{+}+yY^{-}} }
Vztah pro obecný součin rozpustnosti:
{\displaystyle K_{s}(\mathrm {X_{x}Y_{y}} )=\mathrm {[X^{+}]^{x}\cdot [Y^{-}]} ^{y}}
Pokud chceme spočítat rozpustnost látky, chceme spočítat, kolik látky v pevném stavu se rozpustí. Pokud se tedy v jednom litru rozpustí s molů látky XY, v roztoku bude s*x molů látky X+ a s*y molů látky Y−. Tyto hodnoty dosadíme obecně do vztahu pro součin rozpustnosti:
{\displaystyle K_{s}\mathrm {(X_{x}Y_{y})} =(s\cdot x)^{x}\cdot (s\cdot y)^{y}}
Rovnici upravíme:
{\displaystyle K_{s}\mathrm {(X_{x}Y_{y})} =s^{x+y}\cdot x^{x}\cdot y^{y}}
Výsledný obecný vzorec pro výpočet rozpustnosti vypadá takto:
{\displaystyle s={\sqrt[{x+y}]{\frac {K_{s}}{(x^{x}\cdot y^{y})}}}}
Kde x a y jsou stechiometrické koeficienty látky X a Y v molekule.
Jako příklad si vezměme chlorid stříbrný. Jeho rozpouštěcí reakce vypadá takto:
{\displaystyle \mathrm {Ag_{1}Cl_{1}} \rightarrow \mathrm {1Ag^{+}+1Cl^{-}} }
Vztah pro součin rozpustnosti AgCl:
{\displaystyle K_{s}(\mathrm {AgCl} )=\mathrm {[Ag^{+}]^{1}\cdot [Cl^{-}]} ^{1}}
Součin rozpustnosti pro AgCl činí {\displaystyle 1,8.10^{-10}} Rozpustnost s se tedy spočítá takto:
{\displaystyle s=^{1+1}{\sqrt {(1,8\cdot 10^{-10})/(1^{1}\cdot 1^{1})}}=1,34\cdot 10^{-5}\mathrm {mol\cdot dm^{-3}} }
Tato rozpustnost je dána v molech na litr, pro získání rozpustnosti v gramech na litr je třeba ještě molární rozpustnost vynásobit molární hmotností výchozí sloučeniny. Vyjde nám tedy:
{\displaystyle s=1,34\cdot 10^{-5}\cdot 143,32=1,9\cdot 10^{-3}\mathrm {g\cdot dm^{-3}} }

## Ovlivňování koncentrace jednoho iontu koncentrací druhého iontu
Kolikrát se zvýší koncentrace jednoho iontu, tolikrát se sníží koncentrace opačného iontu, neboť součin koncentrací zůstává konstantní. Toho se využívá ke srážení (tzv. vysolování některého z iontů z roztoku), případně k analytickým důkazům tvorbou sraženin málo rozpustných solí.